# Nguyễn Ánh Tuyết
Nguyễn Ánh Tuyết (sinh năm 1960 tại Hải Phòng) là một nữ ca sĩ nhạc nhẹ Việt Nam nổi tiếng vào cuối thập niên 80 thế kỉ 20. Bà được phong tặng danh hiệu nghệ sĩ ưu tú và hiện là giảng viên nhạc viện Thành phố Hồ Chí Minh.

## Tiểu sử
Nguyễn Ánh Tuyết sinh ra và lớn lên tại phố Cát Dài, quận Lê Chân, thành phố Hải Phòng.
- Học chính quy Thanh nhạc từ Trung cấp đến Đại học tại Nhạc viện Hà Nội
- 1978-1982: Tốt nghiệp Trung cấp
- 1982-1987: Tốt nghiệp Đại học
- 1997: Tốt nghiệp Thạc sĩ thanh nhạc
- 2008: Tốt nghiệp lớp Cao học nâng cao sư phạm tại Pháp
- 1988 - 1990: Solist đoàn ca nhạc nhẹ Sài Gòn
- 1990 - 2000: Solist đoàn ca nhạc nhẹ Bông Sen
- 2000 - 2013: Làm giám khảo của nhiều cuộc thi: Ngôi sao Tiếng hát truyền hình Thành phố Hồ Chí Minh, Sao Mai của Đài Truyền hình Việt Nam.

Bà thường xuyên giao lưu biểu diễn các chuơng trình lớn trong và ngoài nước. Ca sĩ Ánh Tuyết từng được mời phát sóng trên các chương trình: "Nhạc thính phòng giới thiệu ca sĩ Ánh Tuyết" do HTV tổ chức năm 1997; "Đồng hành cùng BTV" do Đài Truyền hình Bình Duơng thực hiện năm 2004; "Làm quen nghệ sĩ với giọng hát Ánh Tuyết" do VTV thực hiện năm 2000.

## Giải thưởng
- 1987: Giải 3 Đơn ca cuộc thi "Giọng hát hay Hà Nội"
- 1988: Giải 4 Đơn ca cuộc thi "Đơn ca chuyên nghiệp toàn quốc"
- 1993: Giải Nhất đơn ca cuộc thi "Liên hoan ca nhạc truyền thống cách mạng lần 1"
- 1997: Đoạt cúp vàng đơn ca tại cuộc thi "Liên hoan nghệ thuật quốc tế" tổ chức tại Bình Nhưỡng